# Escut de Vilanova del Vallès

Escut oficial de Vilanova del Vallès

L'escut oficial de Vilanova del Vallès té el següent blasonament:
Escut caironat: de sinople, una palma d'or posada en pal sinistrada d'un gos d'argent. Per timbre, una corona mural de poble.

## Història
Va ser aprovat el 18 de desembre de 1986 i publicat en el DOGC el 26 de gener de 1987.
La palma (símbol del martiri) i el gos són els atributs de santa Quitèria, patrona del poble. La presència del gos és perquè, segons la llegenda, el pastor que va denunciar on era la santa (que s'amagava dels seus perseguidors) va ser mossegat per un gos; posteriorment, en el lloc on fou martiritzada la santa, va rajar una font miraculosa l'aigua de la qual va curar les mossegades del pastor.